# Sarothrias morokanus
Sarothrias morokanus är en skalbaggsart som beskrevs av Poggi 1991. Sarothrias morokanus ingår i släktet Sarothrias och familjen Jacobsoniidae. Inga underarter finns listade i Catalogue of Life.